# Time Warp
Time Warp, anche conosciuto come The Time Warp (a volte riportato con la grafia alternativa The Timewarp), è un brano musicale presente nel musical del 1973 The Rocky Horror Show e nel suo adattamento cinematografico del 1975 The Rocky Horror Picture Show, oltre che il nome della danza che accompagna il ritornello del brano.

## Il brano
Il brano rappresenta sia un esempio sia una parodia del genere musicale Dance song, in cui il testo stesso del brano da indicazioni dei passi della coreografia da seguire. Si tratta di uno dei brani più popolari della colonna sonora, e di esso sono state registrate innumerevoli cover da parte di molti artisti come Alvin and the Chipmunks, Black Lace, Damian, Groovie Ghoulies, Jive Bunny and the Mastermixers e Sebastian Bach, del gruppo musicale heavy metal Skid Row. Ne esiste anche una versione in lingua spagnola intitolata El baile del sapo ed interpretata dal gruppo musicale messicano Timbiriche ed una in lingua italiana intitolata Balla coi Barlafus interpretata da Elio e le Storie Tese, ed utilizzata come sigla del programma Mai dire gol. Il brano è anche interpretato e danzato per intero dal cast di Glee in un episodio della seconda stagione.

## Nel musical "The Rocky Horror Show"
Nel musical The Rocky Horror Show, Time Warp rappresentava il quinto momento musicale dello show, dopo Sweet Transvestite, mentre nel film è diventato il quarto, prima di Sweet Transvestite. Le rappresentazioni teatrali dello show continuarono ad utilizzare il posizionamento originale del brano sino al 1990, anno in cui Richard O'Brien revisionò la sceneggiatura e rese coerente il musical con il film, piazzando Time Warp come quarto brano della scaletta. Il testo del brano consiste di versi cantati alternativamente dai personaggi e funge da introduzione per tre di loro. Questi personaggi sono, in ordine, Riff-Raff (Richard O'Brien nel film), Magenta (Patricia Quinn nel film) e Columbia (Nell Campbell nel film). Il ritornello è invece interpretato dal coro dei Transylvanians (nel film) o dai Phantoms (nel musical), con alcune frasi interpretate dal narratore (Charles Gray nel film).

## Citazioni e omaggi
Il trio comico Lopez-Marchesini-Solenghi cita il Time Warp all'interno della loro parodia de I promessi sposi, quando Don Rodrigo si reca dall'Innominato per concordare il rapimento di Lucia Mondella.
Il brano è presente, con coreografie rivisitate ed adattate al contesto, nel popolare videogioco per Nintendo Wii Just Dance 4. Uno dei ballerini-personaggi sullo schermo, ricorda in particolare modo Riff-Raff.

## Classifiche
| Classifica (2021) | Posizione massima |
| ----------------- | ----------------- |
| Regno Unito       | 78                |